# Hanna Stadnik

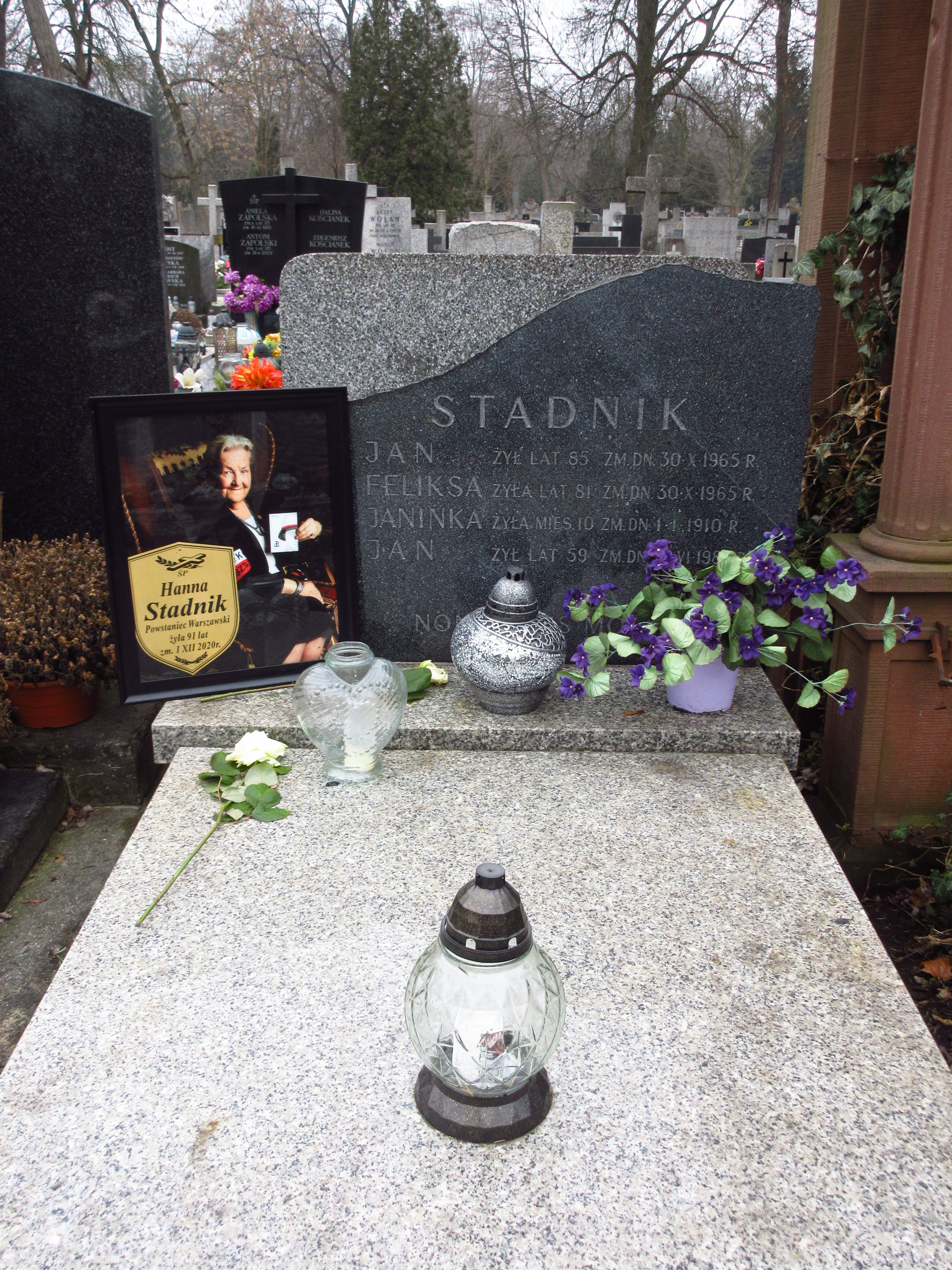
Grób Hanny Stadnik na cmentarzu Bródnowskim

Hanna Stadnik z domu Sikorska pseud. Hanka (ur. 23 lutego 1929 w Warszawie, zm. 1 grudnia 2020 tamże) – polska działaczka społeczna i kombatancka, uczestniczka II wojny światowej, sanitariuszka podczas powstania warszawskiego, wiceprezes i p.o. prezesa Światowego Związku Żołnierzy Armii Krajowej (2020).

## Życiorys
Była córką Aleksandra i Marianny. Podczas okupacji niemieckiej w trakcie II wojny światowej działała od 1942 w ramach konspiracji niepodległościowej. Przenosiła między innymi „Biuletyn Informacyjny”, meldunki i broń. Odbyła także przeszkolenie medyczne. Przed powstaniem warszawskim i w jego trakcie była sanitariuszką kompanii ppor. Witolda Janiszewskiego „Withala” IV Rejon Obwód Mokotów AK. Po kapitulacji przeszła przez obozy w Pruszkowie i Skierniewicach.
Po wojnie podjęła studia na Uniwersytecie Warszawskim, jednak po dwóch latach została relegowana za zatajenie udziału w powstaniu warszawskim. Była aktywną działaczką kombatancką. Pełniła funkcję przewodniczącego Środowiska „Baszta” Okręgu Warszawa ŚZŻAK. Była wiceprezesem do spraw socjalnych ŚZŻAK, a po rezygnacji z funkcji przewodniczącego Zarządu Głównego ŚZŻAK przez prof. Leszka Żukowskiego we wrześniu 2020 była pełniącym obowiązki prezesa Światowego Związku Żołnierzy Armii Krajowej.
Zmarła 1 grudnia 2020 w wyniku zakażenia wirusem SARS-CoV-2. Pochowana na cmentarzu Bródnowskim (kwatera 27E-1-6).

## Wybrane odznaczenia
- Krzyż Zasługi na Wstędze Orderu Zasługi Republiki Federalnej Niemiec (2015)[2],
- Srebrny Krzyż Zasługi[3],
- Krzyż z Mieczami Orderu Krzyża Niepodległości[3],
- Krzyż Armii Krajowej[3],
- Warszawski Krzyż Powstańczy[3],
- Krzyż Partyzancki[3],
- Medal za Warszawę[3]